# MacKenzie Entwistle
MacKenzie Entwistle (Georgetown, Ontario, 14 de julio de 1999) es un jugador profesional canadiense de hockey sobre hielo que se desempeña en la posición de extremo derecho en Chicago Blackhawks, equipo de la National Hockey League (NHL).

## Carrera
Fue seleccionado en la tercera ronda en la NHL Entry Draft de 2017. En 2020 hizo su debut profesional con el equipo Chicago Blackhawks, donde lleva jugando cuatro temporadas.